# Voulez-vous danser grand-mère ?
 (août 2019).
Si vous disposez d'ouvrages ou d'articles de référence ou si vous connaissez des sites web de qualité traitant du thème abordé ici, merci de compléter l'article en donnant les références utiles à sa vérifiabilité et en les liant à la section « Notes et références ».
Pour l’article homonyme, voir Voulez-vous danser grand-mère ? (album).
Voulez-vous danser grand-mère ? est le titre d’une chanson française créée par Lina Margy en 1946, écrite par Jean Lenoir sur une musique de Raymond Baltel et Alex Padou, mettant à l’honneur les liens intergénérationnels. 
Elle est aussi connue pour avoir été reprise par Chantal Goya en 1977, qui lui offrit une seconde jeunesse en en faisant un grand succès discographique de cette année-là, à contre-courant de la mode disco, et lui permit d'entrer dans le patrimoine de la chanson française. Cette chanson continue à obtenir du succès auprès d’un large public et connaît les faveurs des anniversaires de mariage ou autres fêtes des grands-mères.
Elle a été ensuite reprise, dans une version pop new wave légèrement disco, transformant le rythme de valse original à trois temps en rythme à quatre temps, par Karen Cheryl en 1983.